# Małgorzata Potocka (Schauspielerin)

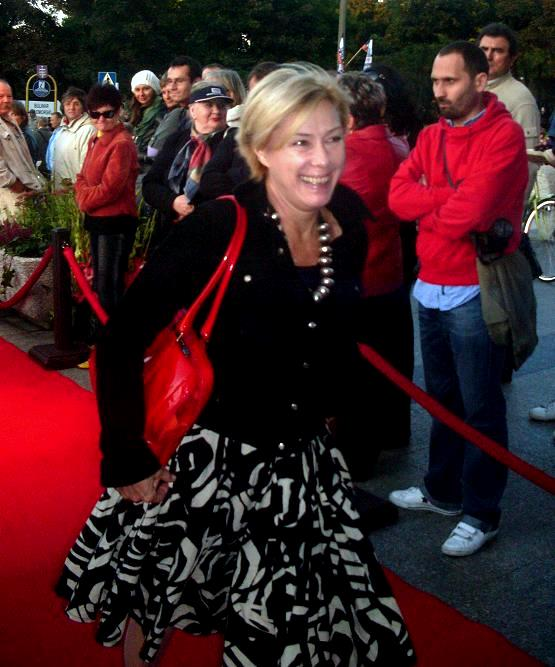
Małgorzata Potocka, 2009

Małgorzata Potocka (* 17. August 1953 in Łódź) ist eine polnische Schauspielerin, Filmregisseurin  und -produzentin.
Die Tochter des Bühnenbildners Ryszard Potocki absolvierte 1978 die Schauspielabteilung und 1981 die Regieabteilung der Staatlichen Hochschule für Film, Fernsehen und Theater Łódź. 1985 war sie als Stipendiatin des Film Workshop Millenium in New York und lehrte dort an mehreren Universitäten.
Sie wirkte in Filmen wie Wszystko na sprzedaż (1968), Szklana kula (1972), Księżycowa droga (1982) und Cyrk odjeżdża (1987) sowie mehreren Fernsehserien als Schauspielerin mit und ist selbst Autorin von Musikvideos, Experimentalfilmen und Fernsehprogrammen. Für ihre Arbeiten erhielt sie u. a. den Zweiten Preis beim Sozialfilmwettbewerb in Warschau (1986), das Goldene Verdienstkreuz der Republik Polen (1996) und den Kritikerpreis beim Filmfest München (1997). Seit 2006 ist sie Direktorin des Senders TVP Łódź.

## Filmografie (Auswahl)
- 1959: Streit um Basia (Awantura o Basie)
- 1969: Alles zu verkaufen (Wszystko na sprzedaz)
- 1971: Heldenträume (Legenda)
- 1973: Major Hubal (Hubal)
- 1976: Der schwarze Storch
- 1977: Wo das Wasser klar und das Gras noch grün ist (Gdzie woda czysta i trawa zielona)
- 1980: Plankton oder das Wunder der Anpassung (verschollener Film)[1][2]
- 1989: Wir bleiben treu (Vernymi ostanemsya)
- 1996: Fräulein Niemand (Panna Nikt)
- 2001: The Lightmaker
- 2022–2024: Die grünen Handschuhe (Gang Zielonej Rękawiczki, Fernsehserie)